# Yezophora
Yezophora is een geslacht van halfvleugeligen uit de familie Aphrophoridae. De wetenschappelijke naam van dit geslacht is voor het eerst geldig gepubliceerd in 1940 door Matsumura.

## Soorten
Het geslacht Yezophora omvat de volgende soorten:
- Yezophora bizona Matsumura, 1942
- Yezophora flavomaculata (Matsumura, 1904)
- Yezophora fukuokana Matsumura, 1942
- Yezophora koreana (Matsumura, 1940)
- Yezophora kurilensis Matsumura, 1940
- Yezophora leukasikini Matsumura, 1942
- Yezophora sachalina Matsumura, 1942
- Yezophora satoi Matsumura, 1942
- Yezophora totsozana Matsumura, 1942